# Osteopathie (Alternativmedizin)
Die Bezeichnungen Osteopathie (von altgriechisch ὀστέον ostéon, deutsch ‚Knochen‘ und πάθος páthos, deutsch ‚Leiden‘), osteopathische Medizin und osteopathische Behandlung beschreiben im Bereich der Alternativmedizin verschiedene Krankheits- und Behandlungskonzepte.
In Europa werden darunter unterschiedliche befunderhebende und therapeutische Verfahren verstanden, die manuell, also mit den bloßen Händen des Behandlers, ausgeführt werden. Die Bezeichnungen „Manuelle Medizin“, „Manualtherapie“, „Chirotherapie“ und „Chiropraktik“ werden teils synonym gebraucht. Wirkungsnachweise gibt es nur für sehr wenige der Indikationen, die der Osteopathie zugeschrieben werden.
Im angloamerikanischen Sprachraum, speziell in den USA, steht der Begriff osteopathy für ein Diagnose- und Therapiekonzept, das auf den US-amerikanischen Arzt Andrew Taylor Still zurückgeht. Wann genau Still den Begriff osteopathy prägte, ist nicht genau bekannt, wahrscheinlich nicht vor Anfang 1891. Stills Konzept beruht zumindest teilweise auf Annahmen, die im Widerspruch zu modernen naturwissenschaftlichen Erkenntnissen stehen. Sie wurde daher auch als „Irrlehre“ verworfen. Die in den USA existierende Ausbildung zum Doctor of Osteopathic Medicine, D. O. ‚Osteopathischer Arzt‘, orientiert sich allerdings an der wissenschaftlichen Medizin.
Seit dem Jahr 2012 übernehmen in Deutschland rund 90 gesetzliche Krankenkassen einen Teil der Behandlungskosten. Voraussetzung hierfür ist eine formlose ärztliche Bescheinigung der Notwendigkeit und eine anerkannte berufliche Qualifikation des Behandlers. Die meisten privaten Krankenversicherungen übernehmen die Kosten osteopathischer Leistungen. Der Grund für die Kostenübernahme durch die Krankenkassen liegt jedoch nicht, wie bei evidenzbasierten Behandlungsmethoden, in einem Nachweis der Wirkung der Osteopathie – gerade bei der Behandlung von Säuglingen und Kindern –, sondern ist als Marketing der Krankenkassen zu betrachten.

## Grundlagen nach Andrew Taylor Still und Theorie
Die auf den US-amerikanischen Arzt Andrew Taylor Still zurückgehenden grundlegenden konzeptionellen Annahmen in der Osteopathie entsprechen einem historisch begründeten, philosophischen Gedankengebäude. Die naturwissenschaftliche Ausrichtung ist entsprechend dem Wissenschaftsverständnis seiner Zeit stark mechanistisch geprägt, wobei er versucht, zur Entstehungszeit seines Ansatzes (ca. 1860–1875) damals noch unbekannte physiologische und immunologische Zusammenhänge mit seiner mechanistischen Sprache auszudrücken. Da Stills Sprache einen stark narrativen und philosophischen Charakter hat, ist die ärztliche und naturwissenschaftliche Beurteilung aus heutiger Sicht nur bei guter Kenntnis der soziokulturellen Bedingungen des 19. Jahrhunderts, insbesondere des amerikanischen Grenzlandes, sowie unter primärer Berücksichtigung der von ihm kernhaft aufgeführten philosophischen Aspekte möglich. Eine umfassende Quellenstudie in diesem Kontext steht noch aus, weshalb Aussagen über Stills Ansatz grundsätzlich kritisch zu betrachten sind.
Zu Stills grundlegenden Annahmen gehören, dass der Körper als Funktionseinheit betrachtet werde und aufgrund einer dem Menschen übergeordneten Intelligenz, die sich im Leben ausdrückt, grundsätzlich zur Selbstregulierung fähig sei, dass sämtliche Körperfunktionen von der Ent- und Versorgung durch das Nerven- und Gefäßsystem abhängen und dass eine Heilung nur durch die Förderung der Selbstheilungskräfte des Körpers möglich sei. Auf abstrakter Ebene sind manche seiner Postulate durchaus kompatibel mit heutigem naturwissenschaftlichem Denken. So ist es auch möglich, Stills ursprüngliche Annahmen im Sinne allgemeiner Grundprinzipien und nicht als eigenständiges Gedankengebäude (wie die anthroposophische oder die traditionelle chinesische Medizin) zu interpretieren.
Still hat in seinen Publikationen die Grundlagen der „osteopathischen Theorie“, von ihm auch als Philosophie bezeichnet, formuliert. Er geht davon aus, dass der Körper eine Funktionseinheit bildet. Störungen in einem Bereich wirken sich auch auf andere Bereiche aus; durch die Behandlung des Knochengerüstes und des Bewegungsapparats sollen sich daher Störungen des Organismus beheben lassen. Stills vier wesentliche Grundannahmen sind:
- Die Rolle der Arterie ist essentiell.
- Der Körper ist eine Funktionseinheit.
- Die Funktion bestimmt die Körperstruktur und umgekehrt.
- Der Körper besitzt die Fähigkeit zur Selbstregulation.

Nach Still hängen alle Körperfunktionen von der Ver- und Entsorgung durch das Gefäß- und Nervensystem ab. Arterienverkalkung, blockierte Gelenke oder verspannte Muskeln können die Versorgung des Körpers durch den Blutkreislauf und das Lymphsystem behindern und führen zu Symptomen. Bei Störungen der Versorgung wird der Körper laut Still versuchen, dies zu kompensieren. Der Osteopath kann nach seiner Theorie mit den Händen die Grundspannung von Muskeln, Knochen und Gelenken feststellen und so gestörte Funktionen erkennen. Nach Auffassung Stills heilt sich der Körper bei Störungen grundsätzlich selbst, und es ist nicht möglich, ihn von außen zu heilen. Die Osteopathie soll die Selbstheilungskräfte aktivieren und fördern.
Allgemein gehen Osteopathen grundlegend davon aus, dass eine perfekte Ausrichtung des muskuloskelettalen Systems Hindernisse in Blut- und Lymphgefäßen eliminiert und so zu einem optimalen Gesundheitszustand führt. Zum Erreichen der idealen Ausrichtung wurde eine Reihe manipulativer Techniken entwickelt.
Abhängig von den betrachteten anatomischen Strukturen und den postulierten Funktionsmechanismen kann die Osteopathie in drei Bereiche eingeteilt werden:
| Struktur                                         | Bereich                                                                      |
| ------------------------------------------------ | ---------------------------------------------------------------------------- |
| Bindegewebe, Muskulatur und Gelenke              | parietale Osteopathie                                                        |
| innere Organe und deren bindegewebige Aufhängung | viszerale Osteopathie                                                        |
| inhärente „Rhythmen“ des Organismus              | cranio-sacrale Osteopathie (auch innerhalb der Osteopathie stark umstritten) |

Befunderhebung und Therapie erfolgen in der Regel palpatorisch (durch Betasten) und orientieren sich ebenfalls an den anatomisch existenten oder von der Osteopathie postulierten Körperfunktionen und -strukturen. Die osteopathische Befunderhebung ist nicht gleichzusetzen mit einer (ärztlichen) Differenzialdiagnose.

„Entscheidende Voraussetzung, um insbesondere Komplikationen durch befunderhebende und therapeutische Maßnahmen einer vorgeschädigten Struktur zu vermeiden, ist eine umfassende ärztliche Untersuchung und Differenzialdiagnose. Im Rahmen einer solchen Untersuchung gilt es insbesondere, krankheitsbedingte Strukturschädigungen auszuschließen, welche im Rahmen der in der ‚Osteopathie‘ üblichen befunderhebenden und therapeutischen Maßnahmen Komplikationen verursachen können. Deshalb ist es wiederum anzustreben, dass Ärzte, die osteopathische Behandlungen verordnen, Grundkenntnisse des struktur- und funktionsorientierten Vorgehens der ‚Osteopathie‘ haben und bei der Verordnung von ausgewählten osteopathischen befunderhebenden und therapeutischen Leistungen nicht nur Krankheitsdiagnosen, sondern insbesondere auch relevante Informationen zu geschädigten Strukturen kommunizieren.“

Die parietale Osteopathie geht in ihren Grundzügen auf Andrew Taylor Still (1828–1917), die viszerale auf H. V. Hoover und M. D. Young in den 1940er Jahren (später dann Jean-Piere Barral), die Cranio-Sacral-Therapie auf William Garner Sutherland (1873–1954, Schüler von Andrew Taylor Still) und John E. Upledger zurück.
Bei der Cranio-Sacral-Therapie, die sich ihrerseits in mehrere Richtungen unterteilt, finden Handgrifftechniken (meist an Schädel und Kreuzbein) Verwendung, mit deren Hilfe eigenständige inhärente Rhythmen des menschlichen Organismus (primärer respiratorischer Mechanismus – PRM) harmonisiert werden sollen. In den 1970er Jahren wurde das ursprüngliche Konzept von Upledger um die Theorie der sogenannten „Energie-Zysten“ erweitert und mit einer alternativen Psychotherapie kombiniert.

## Behandlung
Der Osteopath ertastet Verspannungen und Bewegungseinschränkungen und versucht, Muskeln und Gelenke zu mobilisieren. Dazu verwendet er unter Berücksichtigung der osteopathischen Prinzipien u. a. folgende Techniken:
- General Osteopathic Treatment (GOT)
- Strain/Counterstrain – positional release
- Muskel-Energie-Techniken (MET) (siehe zum Prinzip einiger MET auch: Postisometrische Relaxation)
- Faszien-Release-Techniken
- HVLA-Techniken („high velocity, low amplitude“, also kleine schnelle Bewegungen; Syn: Thrust, Impulstechnik, Manipulation bzw. Manipulationsbehandlung)
- Viszerale Techniken (zur Behandlung u. a. von Gleitbewegungen innerer Organe).
- Osteopathie im Kopfbereich (Cranio-Sacral-Therapie). Diese Methode geht auf Stills Schüler W. G. Sutherland zurück, der das Konzept in den 1930er und 1940er Jahren entwickelte. Die Ausbildungsrichtlinien hierin und die offiziellen Arbeitshypothesen hierzu werden innerhalb der American Osteopathic Association (AOA) durch die Sutherland Cranial Teaching Foundation (SCTF) definiert.

## Begriffsabgrenzung und Definition
Die Osteopathie im deutschsprachigen Raum orientiert sich bezüglich des Einsatzes entsprechender Verfahren an den Ergebnissen der naturwissenschaftlichen Grundlagenforschung in den Bereichen Anatomie und Neurophysiologie, die Osteopathie im US-amerikanischen Sinne am „[…] besonderen Menschenbild der ‚Osteopathie‘
US-amerikanischer Prägung […]“ (Zitat von). Die Deutsche Gesellschaft für Manuelle Medizin (DGMM) unterscheidet in ihrem Positionspapier ebenfalls zwischen wirksamen osteopathischen Techniken, deren Grundlage neurophysiologisch nachvollziehbare Denkmodelle sind (z. B. manuelle Medizin), und solchen, deren Erklärungsansätze im Widerspruch zur modernen naturwissenschaftlichen Forschung stehen.
Im deutschsprachigen Raum werden heutzutage unter dem Oberbegriff der Osteopathie verschiedene Formen von Diagnose und Therapie reversibler Funktionsstörungen des aktiven und passiven Bewegungsapparats gefasst. Dazu gehören Manuelle Medizin, Chirotherapie, Chiropraktik, Manualtherapie, osteopathische Medizin und Manipulationstherapie. Als Verfahren beziehungsweise Methode ist sie jedoch in zahlreichen Ländern ohne das historische Konzept verbreitet.
Im angloamerikanischen Sprachraum finden sich die Begriffe osteopathic medicine, chiropractic und osteopathy als mögliche Übersetzungen.
Häufig werden in der Literatur noch weitere Begriffe dem Hyperonym „Osteopathie“ untergeordnet. Dazu gehört beispielsweise die in den 1930er Jahren entstandene Cranio-Sacral-Therapie, deren Grundlagen im Gegensatz zu den Erkenntnissen der modernen Wissenschaft stehen und deren Einsatz als „besondere Art der Körpermassage“ bei spezifischen pädiatrischen Krankheitsbildern wie „Lern- und Entwicklungsstörungen“ von der Gesellschaft für Neuropädiatrie abgelehnt werden.
International ist die Begriffsabgrenzung schwierig, da in verschiedenen Ländern unterschiedliche Berufsgruppen unterschiedliche Behandlungsformen als Osteopathie bezeichnen und darüber hinaus auch die Lehre uneinheitlich ist; es werden verschiedenste Zertifikate und Diplome in diesem Bereich verliehen. Weltweit betrachtet wenden (Fach-)Ärzte (im europäischen Sinne), Doctors of Osteopathy (D. O., USA), nichtärztliche Osteopathen (vergleichbar mit dem deutschen Heilpraktiker – z. B. England), Heilpraktiker, Physiotherapeuten, Masseure, Diplomsportlehrer und andere nichtmedizinische Berufsgruppen Osteopathie an.
In Europa und Nordamerika werden verschiedene Definitionen von Osteopathie verwendet. In Nordamerika wird die Osteopathie als eigenständiges Behandlungskonzept gesehen, welches auch auf eigenständigen, im Widerspruch zu modernen naturwissenschaftlichen Erkenntnissen stehenden Theorien basiert. Trotz dieser Unterschiede sind die wichtigsten manuellen Techniken identisch, werden jedoch nach unterschiedlichen Prämissen angewendet. In bereits zwölf europäischen Ländern ist der Beruf des Osteopathen berufsgesetzlich anerkannt.
Die Darstellung in deutschsprachigen Standardwerken ist nicht ganz einheitlich. So beschreibt ein Lexikon (Springer-Lexikon Medizin), dass bei der Osteopathie Subluxationen, die die Einklemmung von Wurzelfasern bewirken sollen, Gegenstand der Behandlung seien. Diese Subluxationen würden dabei in der Osteopathie ihrerseits für „fassbare Symptome“ wie Schmerz und Fehlhaltung, aber auch für andere Erscheinungen wie Menstruationsstörungen oder Magen-Darm-Erkrankungen verantwortlich gemacht. Insbesondere letzteres würde in der Fachliteratur vielfach kritisiert, zumal bei einer Manipulationsbehandlung der Wirbelsäule erhebliche unerwünschte Auswirkungen (z. B. Querschnittslähmung) nicht definitiv ausgeschlossen werden könnten. Ein anderes (Roche-Lexikon Medizin) beschreibt darüber hinaus, dass Diagnostik und Therapie der funktionellen Bewegungsstörungen („Schlüsselbegriff Blockierung“) zum Zweck der Linderung von Schmerzen, Mobilisierung und Entspannung der Muskulatur durch Handgrifftechniken erfolge. Zudem unterscheidet es zwischen „Weichteiltechniken“, sogenannten „osteopathischen Techniken“, aktiven und passiven Mobilisationstechniken (Mobilisationstherapie) sowie Manipulationstechniken (chirotherapeutische Technik). Auch konkrete Kontraindikationen wie destruktive Krankheitsprozesse werden dort genannt. Daneben werden im „Lexikon der Parawissenschaften“ Osteopathie und Chiropraktik als nicht-ärztliche Form der Behandlung dargestellt, die zur ärztlichen Behandlungsmethode Chirotherapie (Syn. Manuelle Medizin) weiterentwickelt worden sei.

## Studienlage und Kritik
Der Nachweis der Effektivität der Behandlung in den einzelnen Teilbereichen ist sehr unterschiedlich. Aussagekräftige Studien (auf konkrete Indikationen bezogen und mit moderatem Evidenzgrad) existieren teilweise für die parietale Osteopathie (das Bewegungssystem betreffend), auch wenn große, qualitativ hochwertige Studien fehlen. Für die viszerale (das Eingeweide betreffende) Osteopathie sind sie spärlich vertreten und im Teilbereich der cranio-sacralen (schädel-kreuzbeinbetreffenden) Osteopathie nicht bekannt.
Edzard Ernst kritisiert zudem, dass von 100 zufällig ausgewählten Internet-Seiten von Osteopathen 93 Prozent mindestens eines der Kriterien der Pseudowissenschaftlichkeit erfüllen.
Seit Sommer 2022 gibt es mit Ostlib.de eine deutschsprachige Studiendatenbank.

### Parietale Osteopathie
Dafür, dass die parietale Osteopathie bei Rückenschmerzen hilfreich sein kann, gibt es einige Hinweise, besonders in akuten und subakuten Stadien. Eine Meta-Analyse von 2014 verglich die Osteopathie der US-amerikanischen Schule mit diversen Behandlungen (inklusive auch ohne Behandlung oder mit scheinbarer Behandlung) bei Patienten mit akuten oder chronischen unspezifischen Rückenschmerzen. Sie kam zu dem Schluss, dass osteopathische Behandlungen nicht nur den Schmerz effektiv verringern, sondern auch die Fähigkeiten des Ausübens täglicher Arbeit verbessern können. Dies konnte auch bei Rückenschmerzen schwangerer Frauen und bei Frauen nach der Entbindung nachgewiesen werden. Jedoch ging diese Wirkung nicht über 3 Monate hinaus. Darüber hinaus räumten die Autoren ein, dass es Probleme mit der Verblindung gab, was die Ergebnisse verzerren kann. Außerdem war die Anzahl der untersuchten Patienten gering. Schließlich fehlen große, qualitativ hochwertige randomisierte Studien. Review-Artikel von Cochrane fanden dagegen keine Hinweise darauf, dass Osteopathie bei akuten oder chronischen Rückenschmerzen anderen Behandlungen überlegen ist.
Unerwünschte Wirkungen nach osteopathischen Behandlungen werden regelmäßig beobachtet. Nach Wirbelsäulenmanipulationen berichten etwa 50 % der Patienten über Nebenwirkungen, etwa Schmerzen, die zwei bis drei Tage lang anhalten können. Daneben kann es zu ernsten Zwischenfällen kommen, zum Beispiel Schlaganfall oder sogar Tod. Nach Wirbelsäulenmobilisationen sind Nebenwirkungen wie Cauda-equina-Syndrom, lumbale Bandscheibenvorfälle, Frakturen und Hämatome oder hämorrhagische Zysten beschrieben worden.
Der IGeL-Monitor des MDS (Medizinischer Dienst des Spitzenverbandes Bund der Krankenkassen) hat 2018 die Studienlage zu „Osteopathie bei unspezifischen Kreuzschmerzen“ analysiert und mit „unklar“ bewertet. Die Wissenschaftler fanden keine Hinweise auf Schäden, aber auch keine auf einen Nutzen. Die Studien zeigten trotz einzelner positiver Ergebnisse nicht, dass die Osteopathie hilfreicher sei als die von den Krankenkassen bezahlten Behandlungen.
Die Evidenz aus klinischen Studien für andere Indikationen ist nur spärlich vorhanden und nicht zwingend. Sie ist für den Nutzen osteopathischer Therapieformen bei Kopfschmerzen widersprüchlich. Zudem besteht bei dieser Osteopathieform die Gefahr schwerer Nebenwirkungen wie z. B. eine Verletzung der hinteren Halsschlagadern. Zur Behandlung von Asthma fanden sich keine Evidenzen.

### Viszerale Osteopathie
Es bestehen Anhaltspunkte, dass auch bei Erkrankungen infolge nicht primär irreversibler Strukturveränderungen wie den Dreimonatskoliken und rezidivierender Otitis media mittels viszeraler Osteopathie Behandlungserfolge erzielt werden können. Neuere Reviews kommen dagegen zu dem Schluss, dass es keine Evidenz auf den Nutzen oder die Zuverlässigkeit der viszeralen Osteopathie gibt.
Die viszerale Osteopathie (sowie auch die cranio-sacrale) gilt in den USA als umstritten und wird dort kaum gelehrt.

### Cranio-sacrale Osteopathie
Die Wirksamkeit der Cranio-Sacral-Therapie konnte nicht belegt werden. Studien über die Wirksamkeit (siehe medizinische Wirksamkeit) oder Wirkweise der Cranio-Sacral-Therapie wurden in internationalen medizinischen Fachblättern aufgrund methodischer Mängel bisher als mangelhaft bewertet.

### Kinder- und „Baby-Osteopathie“
Der ehemalige Präsident und heutige Ehrenpräsident des Berufsverbands der Kinder- und Jugendärzt*innen, Wolfram Hartmann, kritisiert insbesondere die Osteopathie bei Kindern und Säuglingen. Gerade die sog. „Baby-Osteopathie“ werde von den Krankenkassen als Lockmittel genutzt, obwohl weder Wirksamkeitsnachweise hierfür existierten noch möglichen Gefahren für die Säuglinge Rechnung getragen werde. Bei der „Baby-Osteopathie“ werden angebliche Geburtstraumata sowie die erfundene kopfgelenkinduzierte Symmetriestörung („KiSS-Syndrom“) behandelt. Generell ist die Studienlage nicht ausreichend, um eine Wirksamkeit der Osteopathie bei Kindern oder Säuglingen zu belegen.
In einer gemeinsamen Stellungnahme der gemeinsamen Therapiekommission der Gesellschaft für Neuropädiatrie und der Deutschen Gesellschaft für Sozialpädiatrie und Jugendmedizin, des Berufsverbandes der Kinder- und Jugendärzt*innen und der Deutschen Akademie für Kinder- und Jugendmedizin wird festgehalten, dass die Datenlage zur Effektivität des Einsatzes der Osteopathie bei Kindern schwach sei; „positive Effekte werden bei einzelnen Befunden und/oder bei kleinen Fallzahlen beschrieben“. Die Kommerzialisierung wird dabei mit Sorge betrachtet:

„Es ist eine Kommerzialisierung von Therapieangeboten zu erkennen, wobei auch Ängste der Eltern über die zukünftige (und vermeintlich bedrohte) Entwicklung instrumentalisiert werden. Therapieansätze, die drohende Entwicklungsstörungen als Szenario benutzen, sind abzulehnen, solange der Zusammenhang zwischen der vermeintlichen „Störung“ und drohenden Problemen nicht nachgewiesen ist.“

### Allgemein
Osteopathische Behandlungsmethoden sind nicht risikofrei. Insbesondere vorgeschädigte Körperstrukturen können dabei weiter geschädigt werden. Manipulationen im Bereich des Halses („Hals einrenken“) können schwere Schäden wie eine Schädigung der hinteren Halsschlagader oder das Auslösen eines Schlaganfalls umfassen. Zur möglichst vollständigen Vermeidung von Komplikationen sind daher eine vorausgehende und umfassende ärztliche Untersuchung und Differenzialdiagnose notwendig. Bei der Baby-Osteopathie wird dies zwar teilweise durch Röntgen versucht abzuklären, was jedoch eine Strahlenbelastung für das Baby nach sich zieht.
Bei Anwendung der Cranio-sacralen Osteopathie besteht die Gefahr, dass die richtige Diagnose verzögert wird.
Die Osteopathie wird insbesondere auch aufgrund des in den USA verbreiteten historischen Konzepts von medizinischer und wissenschaftlicher Seite kritisiert. Beispielsweise gibt es für die angenommene Anregung der Selbstheilungskräfte durch eine Stimulation des Bindegewebes bislang keinen wissenschaftlichen Nachweis.

## Geschichte und Entwicklung

### Vorläufer
Seit Anfang des 17. Jahrhunderts entwickelte sich in Europa die Kunst des Bone-Setting (Einrichten von Knochen und Gelenken). Seit dieser Zeit war sie Gegenstand wissenschaftlicher Forschung und wurde meist als Bestandteil der Chirurgie betrachtet. Zum damaligen Zeitpunkt waren die heutzutage üblichen bildgebenden Verfahren noch nicht entwickelt, sodass sich die Ärzte allein auf die klinischen Befunde verlassen mussten. Dabei entwickelten sich die klinischen Untersuchungs- und Behandlungsmethoden und das Wissen über die funktionelle Anatomie insbesondere in Bezug auf Knochen, Bänder und Muskulatur. Ein zentrales Thema der „Bone-Setter“ waren tastbare Gelenkfehlstellungen, die sie ursächlich als muskulär ausgelöst betrachteten und auch entsprechend behandelten. „Bone-Setter“ behandelten nicht nur tatsächliche Luxationen oder Knochenbrüche, sondern verstanden sich historisch betrachtet auch als bessere Alternative zur zeitgenössischen Schulmedizin: “The simple and efficient means of setting bones, by relaxing muscles, according to the reformed practise, forms a striking contrast to the barbarous tortures of the regular faculty, with all their horrid implements – saws, pulleys, ropes, &c., &c.” (Zitat von – 1852). Wharton P. Hood beschrieb 1871 typische Handgrifftechniken bei Schmerzen der Wirbelsäule oder von Gelenken sowie deren Indikationen, Kontraindikationen und Risiken, die zum Teil noch in der heutigen Osteopathie Gültigkeit haben.

### Vereinigte Staaten

#### Anfänge
Die Osteopathie geht zurück auf den US-Amerikaner Andrew Taylor Still (1828–1917). Man nimmt an, dass er die Methode des Bone-settings kannte und möglicherweise auch beherrschte.
Gleichzeitig gilt er auch als interessiert an anderen wissenschaftlichen Strömungen seiner Zeit wie der Darwinschen Evolutionstheorie und der Theorie von John M. Neil über die Selbstheilungskräfte des Körpers.
Still präsentierte am 22. Juni 1874 die Osteopathie als „neue Wissenschaft“ der Allgemeinheit. Einen Bezug auf bereits bestehendes Wissen vermied er bewusst, als Referenz bezog er sich auf Gott und seine eigene Erfahrung.
Man vermutet, dass er es bewusst vermied, europäische Quellen zu benennen, um die „intellektuelle Unabhängigkeit“ der Vereinigten Staaten (vom damals noch aristokratisch dominierten Europa) zu betonen.
Der aus Schottland stammende Mediziner John Martin Littlejohn (1867–1947) übertrug Andrew Taylor Stills vorwiegend anatomisch begründetes Konzept auf die Physiologie und förderte die wissenschaftliche Anerkennung der Osteopathie. Nach seiner Rückkehr nach Europa gründete er 1917 die „British School of Osteopathy“ (BSO) in London.
William Garner Sutherland (1873–1954), ein Student Stills, erweiterte das osteopathische Konzept auch auf den Bereich des Schädels und begründete damit die craniale bzw. craniosacrale Osteopathie, die später vor allem von dem amerikanischen Osteopathen John Upledger aus der Osteopathie ausgekoppelt und als eigenständige Cranio-Sacral-Therapie weiterentwickelt wurde.
D. D. Palmer (1845–1913) kam auf Empfehlung eines Studenten der ASO 1893 zu Besuch nach Kirksville, war zwei Wochen lang Gast in Stills Haus und machte sich mit den neuartigen manuellen Techniken der Osteopathie vertraut. Ein befreundeter Arzt, der ebenfalls an der ASO studiert hatte, vertiefte Palmers manuelles Repertoire. 1898 benannte er seine 1887 gegründete Ausbildungsstätte „Palmer Cure & Infirmary“ in „Palmer School and Infirmary of Chiropractic“ um. Dort lehrte er die osteopathischen Griffe z. T. in modifizierter Form, allerdings ohne Vermittlung des ganzheitlichen Konzepts. Er reduzierte die Osteopathie demnach in seiner sogenannten Chiropraktik auf ein rein symptomorientiertes Behandlungssystem.

#### Entwicklung
Heute bezeichnet Osteopathie in den USA eine Form der Arztausbildung an Colleges mit dem Abschluss Doctor of Osteopathic Medicine (D. O.). Diese Colleges sind teilweise an Universitäten angeschlossen. Die Ausbildung orientiert sich an der naturwissenschaftlichen Medizin und beinhaltet beispielsweise Kurse über Anatomie und Physiologie. Damit sind die Absolventen der Osteopathic Medicine voll anerkannte Mediziner, gleichgestellt mit den Kollegen, die den Titel M. D. (lat. Medicinae Doctor, Lehrer der Medizin) erworben haben. Sie können sich auch weiter spezialisieren, z. B. zum Chirurgen. Während des Studiums ist das unter diesem Namen auch in Europa bekanntgewordene manuelle alternativmedizinische Diagnose- und Behandlungskonzept nur einer der vielen Fachbereiche während der primär medizinischen Ausbildung. Die Bezeichnung dieses Fachbereichs lautet dort Osteopathic Manipulative Treatment for Physicians (OMT). Diese osteopathische Techniken werden im Alltag oft gar nicht mehr verwendet, und falls doch, dann fast ausschließlich die parietale Osteopathie.
Historisch ist interessant, dass viele US-Soldaten nach dem Zweiten Weltkrieg wegen Überfüllung der Universitäten keinen Studienplatz in Medizin bekamen und deshalb auf die Facharztstudiengänge der Osteopathy Colleges auswichen.
Nichtärztliche Osteopathen werden in den USA als non-physician osteopaths bezeichnet. Vertreter der europäischen, alternativmedizinischen Osteopathen bezeichnet man in den USA auch als European osteopathic manipulators.

### Europa
Osteopathie verbreitete sich nach den USA zunächst in Großbritannien. Die Osteopathie in England wurde nach Littlejohn durch den Arzt und Osteopathen Alan Stoddard geprägt, der das anspruchsvolle und aufgrund der ganzheitlichen Aspekte schwer zu integrierende System ähnlich wie Palmer modifizierte. Nach diesem Schritt erhöhte sich die Verbreitung der Osteopathie in England erheblich. Die US-amerikanische Bezeichnung D. O. gab es zunächst auch dort; heute werden nur noch Bachelor (B. Sc.)-Zertifikate verliehen.
Nach Deutschland gelangte der Begriff Osteopathie möglicherweise durch den am 22. Dezember 1869 in Chróścina (Kraschen), Gmina Góra, Landkreis Guhrau in der Provinz Schlesien geborenen, vorübergehend in den USA lebenden Pastor Gustav A. Zimmer, der nach Rückkehr im Jahre 1927 in Dresden eine Ausbildungsstätte für Chiropraktik („chiropractic college“) betrieb, die vor allem von Heilpraktikern besucht wurde Zimmer beendete seine berufliche Tätigkeit im Jahre 1938 und starb am 17. Dezember 1939. Drei der von Zimmer veröffentlichten Bücher standen auf der „Liste des schädlichen und unerwünschten Schrifttums“ und wurden von den Nationalsozialisten verboten. Im Jahre 1927 erschien als Band 2 der Bibliothek der neuen Heilmethoden das Buch Osteopathische Massage – Leichtfassliche und praktische Anleitung für jedermann, nebst Anleitung zur diätetischen und milden Wasserbehandlung. Nach Dr. Charles E. Murray’s 4. amerik. Ausgabe frei bearbeitet von Dr. Medicus. Nach dem Zweiten Weltkrieg und der Legalisierung einer bereinigten Fassung des Heilpraktikergesetzes vom 17. Februar 1939 nahm der Nürnberger Heilpraktiker Willi Schmidt seine im Jahre 1938 begonnene kollegiale Fachfortbildung wieder auf, darunter von 1951 an auch in Chiropraktik. Im Jahre 1959 übernahm Schmidt die Leitung der Arbeitsgemeinschaft für Chiropraktik und Osteopathie in der DH mit Arbeitskreisen in allen Landesverbänden, einem jährlichen zentralen Fachfortbildungskongress in Bad Homburg und der Herausgabe von insgesamt 92 Ausgaben der Fortbildungsblätter der Arbeitsgemeinschaft Deutscher Chiropraktoren und Osteopathen in der DH, die von 1959 bis 1971 erschienen. Auf dem Heilpraktiker-Kongress am 21./22. September 1957 in Bad Kissingen hielt Schmidt ein Referat mit dem Titel Osteopathie in ganzheitlicher Schau, das auch im Druck erschienen ist.
Ärzte begannen, stark geprägt durch den Austausch mit US-amerikanischen Chirotherapeuten, die „manuelle Medizin/Therapie“ in den 1950er Jahren zu nutzen. 1994 wurde der erste Berufsverband der Osteopathen in Deutschland gegründet, der Verband der Osteopathen Deutschland (VOD) e. V. Um einen einheitlichen Ausbildungsstandard bemühen sich nach eigenen Angaben verschiedene osteopathische Berufsverbände in der sogenannten Konsensgruppe Osteopathie.
Heute kann man die Osteopathie nur an privaten Ausbildungsinstituten erlernen. Einzelne Privatuniversitäten bieten Studiengänge mit den Abschlüssen Bachelor (B. sc.) und Master (M.sc.) an. Im Jahre 2011 wurde in Deutschland erstmals eine Professur im Fachgebiet der Osteopathie verliehen: an Dietmar Daichendt, den Präsidenten der DGCO. 2015 wurde Daichendt an der Steinbeis-Hochschule Berlin zum „ersten Professor für Osteopathische und Manuelle Medizin in Deutschland“ ernannt.
Bei entsprechenden Ausbildungsnachweisen können Regierungspräsidien einen in den USA erlangten Abschluss als Doctor of Osteopathic Medicine in Deutschland anerkennen. Dabei handelt es sich um eine Ermessensentscheidung, die insbesondere davon abhängt, ob die Dauer der Ausbildung und die wesentlichen Ausbildungsinhalte dem deutschen Medizinstudium entsprechen. Der D. O. kann bei einer positiven Entscheidung eine Berufserlaubnis als Arzt nach § 10 der Bundesärzteordnung erhalten. Alternativ dazu kann er als Heilpraktiker arbeiten.

## Rechtslage

### Schweiz
Im Juni 2016 hat das Schweizer Parlament das Bundesgesetz über die Gesundheitsberufe (GesBG) verabschiedet, in dem die Osteopathie schweizweit als Gesundheitsberuf anerkannt wird. Dieses Gesetz ist am 1. Februar 2020 in Kraft getreten. Um als Osteopathen in eigener fachlicher Verantwortung arbeiten zu dürfen, ist eine kantonale Zulassung des Gesundheitsdepartement notwendig. Wer über eine Berufsausübungsbewilligung nach dem GesBG verfügt, erfüllt grundsätzlich die Bewilligungsvoraussetzungen in einem anderen Kanton.
Um dem GesBG gerecht zu werden, werden Osteopathen laut Verordnung über die berufsspezifischen Kompetenzen für Gesundheitsberufe nach GesBG als Erstversorger ausgebildet, welche in der Lage sind, Anamnesen und klinische Untersuchungen durchzuführen und darauf basierend zu entscheiden, ob eine osteopathische Diagnosestellung und Behandlung angezeigt ist oder ob die zu behandelnde Person an eine andere Fachperson verwiesen werden muss.
Diese Kompetenzen werden durch einen 3-jährigen Bachelor of Science (der nicht berufsqualifizierend ist) und einen 2-jährigen Master of Science in Osteopathie übermittelt. Aktuell ist dies an der Hochschule für Gesundheit Freiburg möglich.
Das GesBG fördert im Interesse der öffentlichen Gesundheit die Qualität der Ausbildung an Hochschulen gemäß dem Hochschulförderungs- und -koordinationsgesetz (HFKG) und die Ausübung der Gesundheitsberufe in eigener fachlicher Verantwortung. Die Kompetenzen der Absolventen von Gesundheitsberuflichen Studiengängen werden in Kapitel 2 Art. 3-5 aufgelistet.
Die Gesundheitsberufekompetenzverordnung (GesBKV) regelt in Art. 8, welche berufsspezifischen Fähigkeiten Absolventen eines Masterstudiengang in Osteopathie vorweisen müssen. Diese Fähigkeiten werden im erläuternden Bericht zur GesBKV unter Art. 8 genauer ausgeführt.
In der Verordnung über die Akkreditierung der Studiengänge nach GesBG verordnet das Eidgenössische Departement des Innern (EDI), dass ein Studiengang, der akkreditiert werden soll, daraufhin überprüft wird, ob er die Voraussetzungen nach Art. 7 GesBG erfüllt und dazu insbesondere sicherstellt, dass den Absolventen die Kompetenzen nach GesBG sowie die berufsspezifischen Kompetenzen nach der GesBKV vermittelt werden und die jeweils einschlägigen Akkreditierungsstandards nach den Anhängen 1–7 erfüllt sind. In Anhang 7 der Verordnung werden die Akkreditierungsstandards des Masterstudienganges in Osteopathie in drei Bereichen definiert. Ein erläuternder Bericht bietet noch mehr Informationen.
Eine Ausbildung, die als gleichwertig mit dem Schweizer Master of Science in Osteopathie angesehen werden kann, ist Voraussetzung für die Registrierung beim Schweizerischen Roten Kreuz (SRK), das für die Anerkennung internationaler Abschlüsse zuständig ist. Das SRK hat diese Aufgabe von der Schweizerischen Konferenz der kantonalen Gesundheitsdirektoren (GDK-CDS) übernommen, die als interkantonales Gesundheitsorgan seit 2007 die nationalen Standards für Osteopathen festgelegt hatte.

### Deutschland
Die berufs- oder gewerbsmäßige Heilkunde ist nur approbierten Ärzten erlaubt, in Deutschland nach § 1 Heilpraktikergesetz auch Heilpraktikern. Das gilt auch für alternative Heilmethoden wie die Osteopathie. Die Anwendung delegierbarer manual-therapeutischer Leistungen ist in Deutschland im Sozialgesetzbuch geregelt.
Da „Osteopathie“ in Deutschland kein Begriff der Umgangssprache ist, muss die Bedeutung bei seiner Verwendung in der Werbung im Gesundheitswesen erklärt werden.
In Hessen gab es von 2008 bis 2018 eine Weiterbildungs- und Prüfungsordnung im Bereich der Osteopathie (WPO-Osteo). Die WPO-Osteo galt für Physiotherapeuten, medizinische Bademeister, Masseure und Heilpraktiker und war bislang die einzige staatliche Regelung zur Osteopathie in Deutschland. Ansonsten ist die Berufsbezeichnung „Osteopath“ im deutschen Gesundheitswesen rechtlich nicht zulässig; die Verwendung als Berufsbezeichnung wird in der Regel abgemahnt. Auch weitere Zusatzbezeichnungen mit Buchstabenkombinationen wie D. C., C. O., D. O. sind nicht zulässig, sofern es sich nicht um erworbene und eingetragene Titel von Hochschulen handelt. Ein Urteil des Landgerichts Düsseldorf vom 24. Juli 2006 liegt vor.
Ein in Deutschland erworbener/vergebener Titel D. O. keine rechtliche Bedeutung, da es dort keine staatliche Regelung der Ausbildung und Berufsbezeichnung gibt. Allerdings ist „D. O.“ eine geschützte Wortmarke des Verbands der Osteopathen Deutschland (VOD) e. V., der dadurch die Vergabe des Titels kontrollieren kann. Dieser von VOD vergebene Titel ist mit dem Abschluss aus den USA nicht vergleichbar. In einem Urteil vom 18. Juni 2009 hat der Hessische Verwaltungsgerichtshof die Rechtmäßigkeit der hessischen Weiterbildungs- und Prüfungsordnung im Bereich der Osteopathie bestätigt und dabei u. a. ausgeführt:

„Durch die WPO-Osteo wird […] kein eigenständiger Beruf des ‚Osteopathen‘ geschaffen. Mit dem Erlass der WPO-Osteo hat der Verordnungsgeber dieses Ziel schon nicht verfolgt. Die Regelungen der WPO-Osteo bewirken auch nicht, dass ein eigenständiger Beruf ‚Osteopath‘ entsteht. Die WPO-Osteo ist eine Verordnung der Landesministerin, die die Weiterbildung in der Osteopathie, die durch eine Prüfung abgeschlossen wird, regelt. Nach Bestehen der Prüfung erhält der Prüfling die staatliche Erlaubnis zur Führung der Weiterbildungsbezeichnung ‚Osteopath‘ (§ 17 Abs. 1 WPO-Osteo). Die damalige hessische Sozialministerin wollte somit keinen neuen eigenständigen Gesundheitsberuf des ‚Osteopathen‘ schaffen, sondern lediglich die Weiterbildung in der Osteopathie regeln. Eine Weiterbildungsbezeichnung kann auch mit einer Berufsbezeichnung nicht gleichgesetzt werden. Der Antragsteller legt auch nicht näher dar, warum Physiotherapeuten, Masseure und medizinische Bademeister oder Heilpraktiker, die die Weiterbildung in der Osteopathie erfolgreich abgeschlossen haben, durch die Führung der Weiterbildungserlaubnis ‚Osteopath‘ einen eigenständigen Beruf ausüben sollen. Ihr Beruf bleibt der eines Physiotherapeuten, eines Masseurs und medizinischen Bademeisters oder eines Heilpraktikers, auch wenn sie sich zusätzlich als ‚Osteopath‘ bezeichnen.“

Eine Beschwerde gegen die Nichtzulassung der Revision gegen dieses Urteil hat das Bundesverwaltungsgericht mit Beschluss vom 20. November 2009 zurückgewiesen und das Urteil des Hessischen Verwaltungsgerichtshofs u. a. wie folgt interpretiert:

„Der Verwaltungsgerichtshof hat gerade nicht angenommen, dass Physiotherapeuten durch eine Weiterbildung zum Osteopathen zu einer eigenverantwortlichen Ausübung der Heilkunde ermächtigt werden. Vielmehr hat er die Weiterbildungsordnung, namentlich die Regelung in § 1 Abs. 2 WPO-Osteo, dahin ausgelegt, dass dadurch die bundesrechtlich vorgegebene Aufgabenteilung zwischen den Heilberufen einerseits und den Heilhilfsberufen andererseits nicht verändert werden solle und ein Physiotherapeut ungeachtet einer ihm erteilten Erlaubnis zur Führung der Weiterbildungsbezeichnung Osteopath Heilbehandlungen nur aufgrund ärztlicher Verordnung durchführen dürfe.“

Der Berufsverband deutscher osteopathischer Ärztegesellschaften (BDOÄ) setzt sich für die Integration der Osteopathischen Medizin als ärztliche Weiterbildung bzw. medizinische Fachrichtung ein. Er verweist hierbei auf den Mindeststandard, der vom Europäischen Register für Osteopathische Ärzte (EROP) als internationaler Standard für die Osteopathie-Ausbildung approbierter Ärzte vertreten wird. Eine solche, nach der Approbation und einer mindestens dreijährigen klinischen Weiterbildung absolvierte ärztliche Weiterbildung sollte nach Auffassung des BDOÄ mindestens 700 Stunden über mindestens vier Jahre umfassen. Die Deutsche Ärztegesellschaft für Osteopathie e. V. (DÄGO) verlangt hingegen eine Aus-/Weiterbildung mit mindestens 1350 Unterrichtseinheiten über fünf Jahre.
Der Koalitionsvertrag von 2025 sieht eine berufsgesetzliche Regelung der Osteopathie vor.
Aufgrund des Bologna-Abkommens und zwischenstaatlicher Abkommen dürfen die Bezeichnungen Master of Science oder ein Doktorgrad in Osteopathie, welche im Ausland erworben wurden, auch in Deutschland geführt werden. Eine Berufszulassung als Osteopath ist im deutschen Gesundheitswesen damit jedoch nicht verbunden. Die Verwendung von Abschlusstiteln der deutschen und ausländischen Colleges, Fachhochschulen, Universitäten und Hochschulen unterliegt dem Hochschulrahmengesetz (HRG) bzw. den Hochschulgesetzen der Bundesländer. Die Verwendung des Begriffs „Diplom“ ist in Deutschland nur für die Abschlüsse an Fachhochschulen und Universitäten erlaubt. Ausländische Titel müssen von den Regierungspräsidien anerkannt werden. Dies gilt auch für den professional degree (Fachabschluss-Titel) des US-amerikanischen D. O. Einige Osteopathie-Schulen bieten, zum Teil in Zusammenarbeit mit Universitäten, einen Abschluss als Bachelor of Science an. Auch einige private Universitäten wie die Dresden International University bieten Studiengänge in Osteopathie mit Abschluss als Master of Science an.
Krankenkassen zahlen Osteopathie als sogenannte Satzungsleistung, freiwillige Leistungen zu Werbezwecken. Wirksamkeitsbelege wie bei regulären Leistungen müssen damit nicht vorliegen. Gemäß VOD kostet eine Stunde beim Osteopathen 60 bis 150 Euro, die Krankenkassen übernehmen oft anteilig.

## Osteopathie bei Tieren
Als Vorreiter und Mitbegründer bei der Osteopathie bei Pferden gelten der belgische Physiotherapeut und Osteopath Pascal Evrard sowie der französische Tierarzt Dominique Giniaux. Ein Ausbildungszentrum für Pferdeosteopathie ist das von Beatrix Schulte Wien 1997 gegründete DIPO (Deutsches Institut für Pferdeosteopathie) in Dülmen, das auch Ausbildung für Hundeosteopathie anbietet.

## Weiterführende Literatur

### Deutsch
- Wissenschaftliche Bewertung osteopathischer Verfahren. In: Deutsches Ärzteblatt. Band 106, Nr. 46. Deutscher Ärzte-Verlag, 13. November 2009, S. A-2325/B-1997/C-1941 (aerzteblatt.de [abgerufen am 9. Februar 2015]).
- Werner Lehmpfuhl: Der Subluxationskopfschmerz. In: Deutsche medizinische Wochenschrift. Band 75, 1950, S. 1747–1748.
- Karl-Ludwig Resch: Gutachten zur Fragestellung „Osteopathie und Evidenz“, Gutachten zur Fragestellung „Osteopathie und Evidenz“
- Andrew Taylor Still: Das große Still-Kompendium. Pähl, 2005
- William Garner Sutherland: Das große Sutherland-Kompendium. Pähl, 2004

### Englisch
- J. M. Hoag, W. V. Cole, S. G. Bradford (Hrsg.): Osteopathic Medicine. McGraw-Hill Book Company, New York 1969; Library of Congress 68-20990
- D. K. Clawson (Hrsg.): Osteopathic Medicine: Past, Present, and Future. Conference proceedings, Josiah Macy, Jr. Foundation, New York 1996
- Andrew Taylor Still: The Philosophy and Mechanical Principles of Osteopathy. Kansas City 1902 epubli 2010 auf books.google
- William Garner Sutherland: The Cranial Bowl. 1939
- William Garner Sutherland, Editor: Ann Wales: Teachings in the Science of Osteopathy. 1990
- John Wernham: The Fundamentals of Osteopathic Technique. Maidstone (Kompilation aus Unterrichtsskripten von J. M. Littlejohn)
- John Wernham: The Pathology of the Osteopathic Lesion. Maidstone (Kompilation aus Unterrichtsskripten von J. M. Littlejohn)
- Harold Ives Magoun: Osteopathy in the Cranial Field. Denver 1951
- Irvin M. Korr: The Neurobiologic Mechanisms in Manipulative Therapy. Michigan State University, 1977